# ثيوقراطية أمريكية
الثيوقراطية الأمريكية: مخاطر وسياسة الدين الراديكالي والنفط والمال المقترض في القرن الحادي والعشرين ( (ردمك 0-670-03486-X) هو كتاب تعليق سياسي لعام 2005 للكاتب السياسي الأمريكي كيفن فيليبس. الكتاب هو نقد للأربعين سنة الماضية من التحالف الجمهوري في سياسة الولايات المتحدة. انه «يقدم رؤية كابوسية للتطرف الأيديولوجي، وعدم المسؤولية المالية الكارثية، والجشع المتفشي، وقصر النظر الخطير.»
يشير فيليبس إلى ثلاثة مواضيع موحدة تجمع هذا الائتلاف معًا. أولاً، ارتباطها بالنفط والدور الذي يلعبه النفط في الأحداث الأمريكية والعالمية. ثانياً، إلى تحالف المحافظين الاجتماعيين، الإنجيليين وعناصر الخمسينية في هذا التحالف الجمهوري. أخيرًا، يشير إلى «ثقافة الدين» لهذا التحالف، وإلى «فقاعة ديون» قادمة تتعلق بدين الحكومة الأمريكية والمستهلكين الأمريكيين. وهو يجادل بأن قضايا مماثلة كانت سائدة في الماضي، عندما تراجعت قوى عالمية أخرى، مثل الإمبراطورية الرومانية والإمبراطورية البريطانية من ذروتها ووقعت في فوضى.
أثناء العمل كخبير استراتيجي في الحملة الرئاسية لريتشارد نيكسون، كتب فيليبس الأغلبية الجمهورية الناشئة. في ذلك الكتاب، تنبأ فيليبس بتشكيل هذا الائتلاف ذاته الذي ينتقده في كتابه الحالي. في ثيوقراطية أمريكية يعترف بأنه في حين أن هذه «الطفرات»، كما يسميها، كان من الممكن التنبؤ بها، لم يتوقع المدى الذي ستطور فيه وتسيطر على التحالف الذي ساعد في تشكيله. يشير الفصل الأخير من هذا الكتاب إلى أعماله الأولى، ويطلق عليه «الأغلبية الجمهورية البارزة».

## ملخص
يصف فيليبس ثلاث ألواح مركزية موحدة في الائتلاف الجمهوري. الأول هو النفط. والثاني هو الدين الراديكالي. والثالث هو مستويات غير مسبوقة من الديون الوطنية والمستهلكين.

### النفط والتفوق الأمريكي
يقترح فيليبس أن العظمة الأمريكية في القرن العشرين كانت مبنية على النفط، مثلما بنيت العظمة البريطانية في القرن التاسع عشر على الفحم، والعظمة الهولندية قبل ذلك بنيت على طاقة الرياح والطاقة المائية. يقول فيليبس إنه عندما أصبحت مصادر الطاقة هذه نادرة أو تم استبدالها بمصدر جديد، فقد فقدت هذه الدول عظمتها على سيد مصدر الطاقة الجديد.
ويشير إلى المجتمع الأمريكي والجغرافيا التي يتم بناؤها حول النفط، مع الضواحي المنتشرة على نطاق واسع. ينتقد «ثقافة استخدام سيارات رياضية التي تستخدم كمية كبيرة من البنزين أو الوقود» ويشير إلى التقديرات الجيولوجية بأن إمدادات النفط في معظم أنحاء العالم قد بلغت ذروتها، في أكثر وجهات النظر تشاؤماً، أو ستصل إلى الذروة خلال العقود القليلة المقبلة، والتي تصنف في ظل نظرة متفائلة، مع استمرار ارتفاع الأسعار والندرة أصبحت أكثر ندرة.
يشير فيليبس إلى تداعيات سياسية. ويستشهد بالإحصائيات التي تظهر أن الأشخاص الذين يستخدمون المزيد من النفط هم أكثر عرضة للتصويت الجمهوري. من المحتمل أن يقود هؤلاء الأشخاص شاحنات محلية وسيارات دفع رباعي أكبر وأن يعيشوا أكثر من المركز الحضري للمدينة، وبالتالي يقودون سيارات أكثر كفاءة. من بين أكبر عشر دول نفطية، صوتت ثماني دول لجورج بوش في انتخابات 2004 الرئاسية.
أخيرًا، يشير فيليبس إلى أن النفط كان القوة الدافعة في السياسة الخارجية الأمريكية منذ ما يقرب من ثلاثين عامًا. وهو يشير إلى أن الجيش الأمريكي قد تحول إلى قوة عالمية لحماية النفط. وهو يشير إلى أن الأحداث العسكرية المختلفة في الثمانينيات، وكذلك حرب الخليج عام 1991 وغزو العراق عام 2003، كانت مدفوعة بالأساس بالنفط. يشير فيليبس إلى أنه مع وجود حرب في العراق على مدار الخمسة وعشرين عامًا الماضية، وبالتالي انخفاض إنتاج النفط العراقي خلال تلك الفترة الزمنية، فإن معظم نفط العراق ما زال في الأرض.

### الكثير من الدعاة
في هذا القسم، يشير فيليبس إلى الوجود الكبير في الائتلاف المحافظ من الإنجيليين الدينيين والعنصرية. ويستشهد بإحصاء أن 40٪ من الائتلاف الجمهوري يتكون من هؤلاء الناخبين. يستشهد باقتباسات من الرئيس الأمريكي جورج بوش تشير إلى أنه يتحدث عن الله (يشير فيليبس إلى قادة سابقين، مثل الديكتاتور الروماني يوليوس قيصر الذي أدلى بتصريحات مماثلة). ويشير إلى العداء من قبل المحافظين الاجتماعيين تجاه العلوم بشكل عام، والتطور الدارويني بشكل خاص. لكنه يركز بشكل خاص على نبوءات نهاية ما يشير إليه على أنه إعادة إعمار مسيحي.
يبدأ فيليبس هذا القسم من خلال تتبع تاريخ الدين الأمريكي. يجادل بأن الحجاج الذين هاجروا إلى العالم الجديد قبل الثورة الأمريكية كانوا من الغرباء الدينيين، الذين كانوا غير متطابقين وأكثر تطرفًا مما سمحت به المؤسسة (وهذا هو السبب في أنهم غادروا أوروبا في المقام الأول). ويشير إلى تاريخ الممارسات الدينية شديدة الانفعال في القرنين السابع عشر والثامن عشر. ثم يجادل بأنه بعد «الدين الأصولي» (خاصة الإنجيليين وفروع الخمسينية المشكَّلة حديثًا) قد أعيد إلى الوراء بعد محاكمة سكوبس، بدا أنها تلقت ضربة دائمة. يستشهد فيليبس بدراسات إحصائية تشير إلى أنه بعد هذه النقطة، نما الدين الأصولي بوتيرة سريعة، في حين أن الطوائف الرئيسية انخفضت فعليًا (تم تغطيتها لمعظم المراقبين في ذلك الوقت بسبب ظروف أخرى، مثل الزيادة السكانية في ذلك الوقت.)
يجادل فيليبس بأن الدين هو إلى حد بعيد، أكثر تنبؤات دقيقة للمعتقدات السياسية والأيديولوجية. يستشهد بهذا على أنه المحدد الرئيسي لمن اختار أي جانب خلال ما يشير إلى أنه الحروب الأهلية الثلاث الكبرى بين الناطقين بالإنجليزية: الحرب الأهلية الإنجليزية في القرن السابع عشر، والثورة الأمريكية، والحرب الأهلية الأمريكية.

### الازهار المقترض
يشير فيليبس إلى الدين الوطني غير المسبوق، الذي يقترب حاليًا من ثمانية عشر تريليون دولار. كما يشير إلى «ثقافة الدين». إنه يقترح المشكلات الأساسية لأن «صناعة الديون» أكبر من الصناعات التي تصنع السلع بالفعل (مثل صناعة السيارات) يقترح فقاعة ديون قادمة. يتنبأ بتصفية ديون الحكومة الأمريكية من قبل الدائنين الأجانب والإفلاس الشامل للمستهلكين.

## وصلات خارجية
- لقطة تحذيرية سياسية: "ثيوقراطية أمريكية" - مقابلة كيفن فيليبس على الهواء النقي من NPR.
- تحالف غير مقدس نسخة محفوظة 28 نوفمبر 2006 على موقع واي باك مشين.  نسخة محفوظة 28 نوفمبر 2006 على موقع واي باك مشين. ، واستعراض من قبل PBS الصحفي ، والقس الدكتور ألن دوايت كالاهان
- بعد الكلمات مقابلة مع فيليبس على الثيوقراطية الأمريكية ، 25 مارس 2006